# 森特頓 (新澤西州塞勒姆縣)
森特頓（英語：Centerton）是位於美國新澤西州塞勒姆縣的非建制地區。

## 歷史
森特頓的郵局於1844年設立，其後於1953年停運。

## 地理
森特頓所處的海拔為高於海平面25米（即82英呎），而該地所採用的時區為UTC-5，即北美东部时区（EST）。同時該地設有夏令時間，為UTC-5調快一小時，即UTC-4（EDT）。